# Kudlanky
Kudlanky (Mantodea) jsou řád dravého hmyzu zahrnující cca 2500 známých druhů, které se řadí do více než 400 rodů v 15 čeledích.
Jsou rozšířeny v tropickém, subtropickém a mírném pásu po celém světě, avšak většina druhů se vyskytuje v tropech. Ve střední Evropě žije kudlanka nábožná (Mantis religiosa), která je také jediným druhem vyskytujícím se v České republice.

## Nomenklatura a taxonomie
Odborný název kudlanek má původ ve starořeckém slově μάντις (mantis), které znamená „prorok“ nebo „věštec“.
Systematika kudlanek prošla dlouhým vývojem. V roce 1758 je Linné zařadil mezi brouky a v roce 1767 mezi polokřídlé. Až v roce 1802 je Latreille zařadil do samostatné skupiny Mantides.
Název „Mantodea“, jak jej známe dnes, poprvé použil Hermann Burmeister roku 1838. Poté byly kudlanky ještě sloučeny se šváby do řádu Oothecaria. Později se s nově objevenými druhy prosadil názor, že kudlanky a švábi jsou sice značně příbuzní, přesto se však jedná o dva samostatné řády hmyzu.
Starší systematické práce uznávaly v rámci řádu pouze jedinou čeleď Mantidae s řadou podčeledí, jejichž vzájemné postavení nebylo dostatečně objasněno kvůli komplikované fylogenetice řádu. Proto se počty čeledí a podčeledí v různých fázích poznání této skupiny značně lišily. V nynější systematice se kudlanky většinou dělí do 15 čeledí, které zahrnují více než 400 rodů a cca 2500 druhů. V roce 2019 však byla provedena revize a výzkum systematiky kudlanek, který kudlanky rozčlenil do 29 čeledí.
Nejpočetnější čeledí kudlanek je Mantidae, která zahrnuje téměř polovinu dosud popsaných druhů.

## Evoluce
Kudlanky jsou starobylá skupina, jejíž první zástupci se zřejmě objevili v období jury před cca 200 miliony let, avšak skupina se začala výrazněji rozčleňovat až v období křídy. Nejbližšími příbuznými kudlanek jsou švábi a termiti a je možné, že se kudlanky vyvinuly z předchůdců současných švábů, jako je vyhynulá čeleď Liberiblattinidae. Nejstarší fosilie kudlanek byly nalezeny na Sibiři ve vrstvách starých 135 milionů let (raná křída).
Vývojově nejprimitivnější žijící skupinu kudlanek představuje čeleď Chaeteessidae, která se od vývojové větve kudlanek oddělila před cca 147 mil. let. Dále čeleď Mantoididae, stará cca 134 mil. let a Metallyticidae, jejíž zástupci se vyznačují typickým kovovým leskem a jsou morfologicky podobní fosilním druhům z období křídy.
V současnosti jsou kudlanky rozšířeny na všech kontinentech s výjimkou Antarktidy, vyskytují se na mnoha různých typech stanovišť a vykazují značnou morfologickou rozmanitost jednotlivých druhů.

## Charakteristika
Kudlanky jsou, co se týče vzhledu, značně různorodé. Zatímco Bolbe pygmaea dorůstá délky 1 cm, délka největších druhů může být více než 20 cm. Jednotlivé druhy se tvarem těla i zbarvením adaptovaly na prostředí, v němž žijí. Mnoho druhů má na těle různé výčnělky, hrboly či ostny.

Tělo kudlanek je protáhlé, často zploštělé. Hlava má většinou trojúhelníkový tvar a je nesmírně pohyblivá, kudlanky ji mohou otočit až o 180 stupňů. Na ní se nachází článkovaná tykadla, dvě vypouklé složené oči a tři jednoduchá temenní očka. Ústní ústrojí kudlanek je kousací a zahrnuje krátká silná kusadla, dobře vyvinuté čelisti a pětičlenná čelistní makadla.

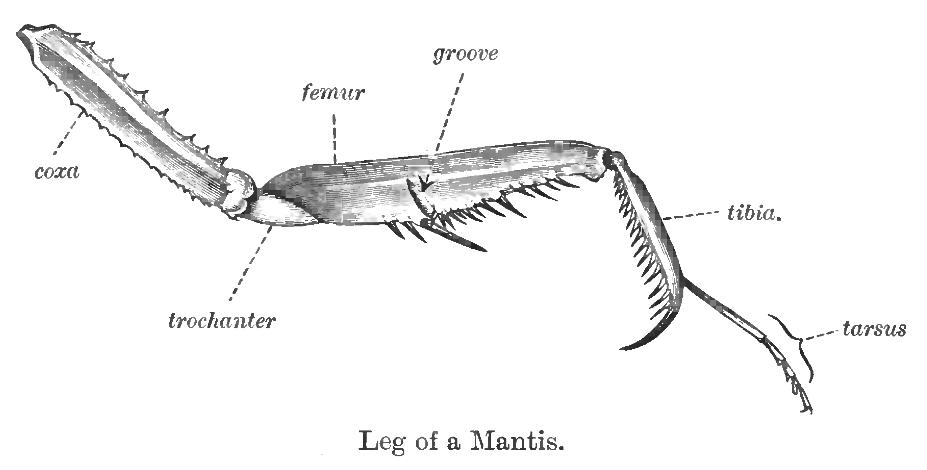
Loupeživá noha kudlanky

Hruď je obvykle podlouhlá, její tvar se v rámci jednotlivých druhů může značně lišit. Přední pár končetin, někdy nazývaný loupeživé nohy, je přizpůsoben k chytání kořisti. Kyčel (coxa) je na těchto končetinách silná a značně protáhlá, po ní následuje dobře vyvinuté příkyčlí (trochanter), poté stehno (femur), na jehož spodní straně se nachází řady ostnů a proti stehnu se zavírá ostnitá holeň (tibia) zakončená ostrým hrotem. Další dva páry nohou jsou hůlkovité a slouží jako kráčivé končetiny.
Většina kudlanek má dva páry křídel, ačkoli u některých druhů mohou být křídla redukovaná nebo zcela chybí. Přední křídla jsou užší a kožovitá, zadní jsou širší a blanitá. Některé druhy mají pestře zbarvená křídla, která v ohrožení rozevírají, aby zastrašily predátora.
Zadeček bývá u samic mohutnější než u samců a u obou pohlaví je zakončen dvěma krátkými štěty (cerky), které mají funkci hmatových orgánů. Podle některých výzkumů by mohly tyto štěty u kudlanek sloužit také k vnitrodruhové komunikaci nebo je samice mohou využívat při tvorbě ootéky. U některých druhů tvar štětů napomáhá maskování.

### Pohlavní dimorfismus
Většina druhů vykazuje více či méně výrazný sexuální dimorfismus. Ten je znát nejčastěji ve velikosti (samice kudlanek jsou obecně větší než samci, extrémním případem je např. kudlanka korunková, u níž samice dorůstají více než dvojnásobku délky těla samců). Samice také mají většinou mohutnější zadeček a rozdílná křídla než samci. Křídla jsou u samic často zkrácená nebo zcela chybí.

### Mimikry
Mnoho druhů má vyvinuté mimikry, díky nimž zůstávají skryty před predátory a zároveň jsou nenápadné pro svou kořist. Maskovací zbarvení a tvar těla kudlanek se odvíjí od prostředí, ve kterém dané druhy žijí. Kudlanky rodu Choeradodis a Deroplatys vypadají díky svému zbarvení a rozšířené hrudi jako listy rostlin, Schizocephala bicornis napodobuje svým vzhledem stéblo trávy, kudlanka korunková a některé další druhy zase napodobují květy orchidejí, čehož využívají k přilákání opylovačů, které následně loví. Nymfy některých druhů svým vzhledem napodobují mravence (tzv. myrmekomorfie).

Příklady maskování kudlanek
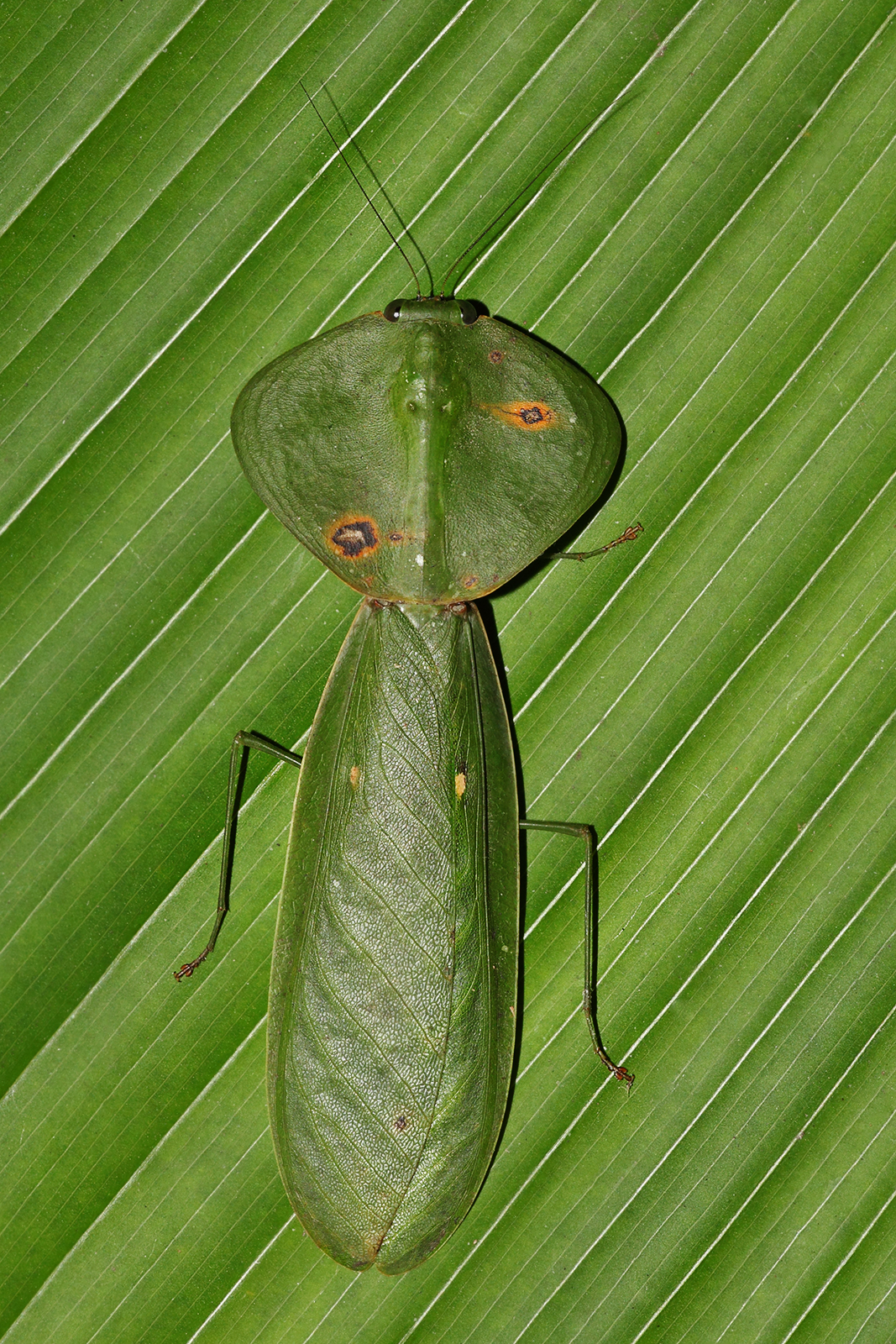
Choeradodis sp.
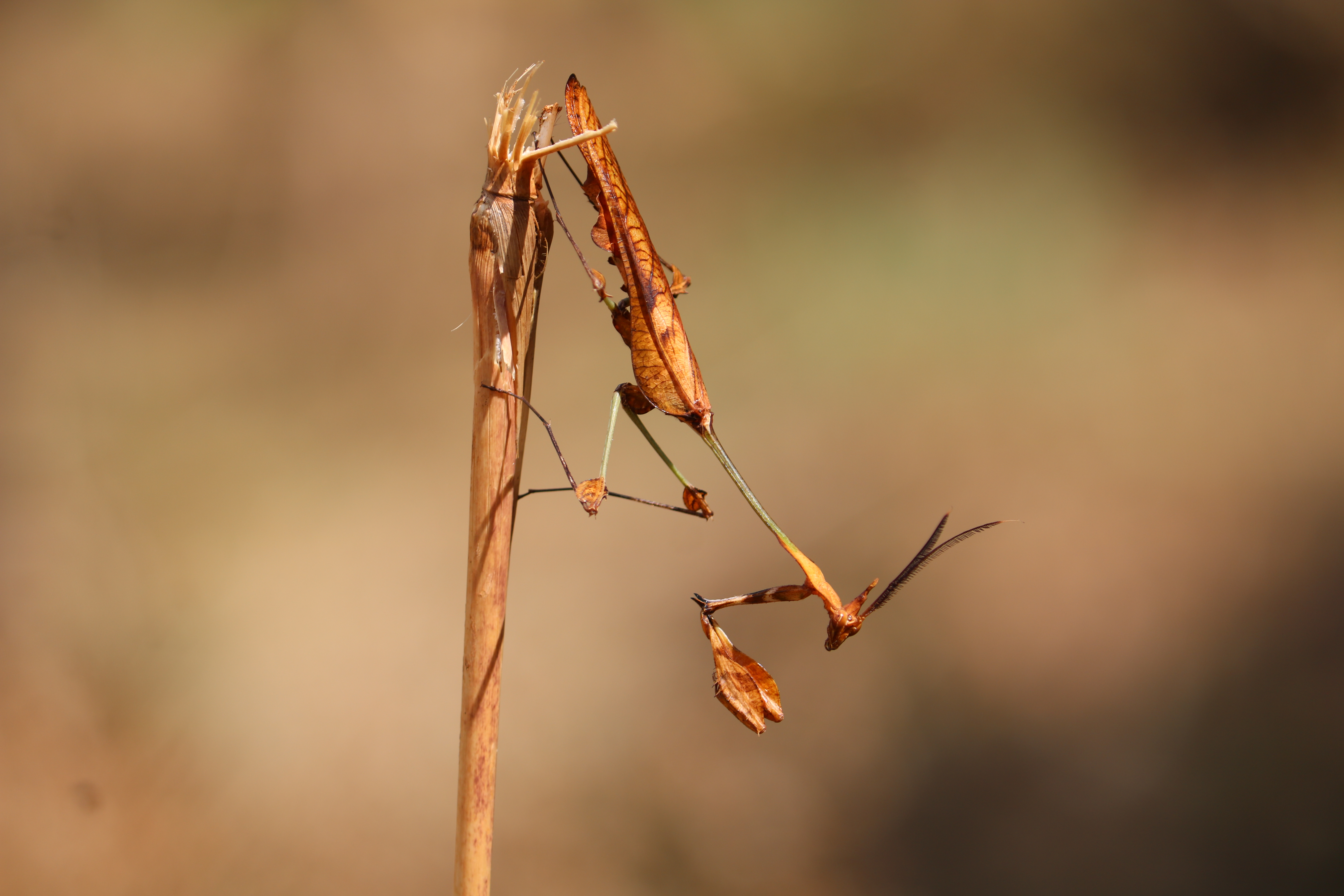
Gongylus gongylodes
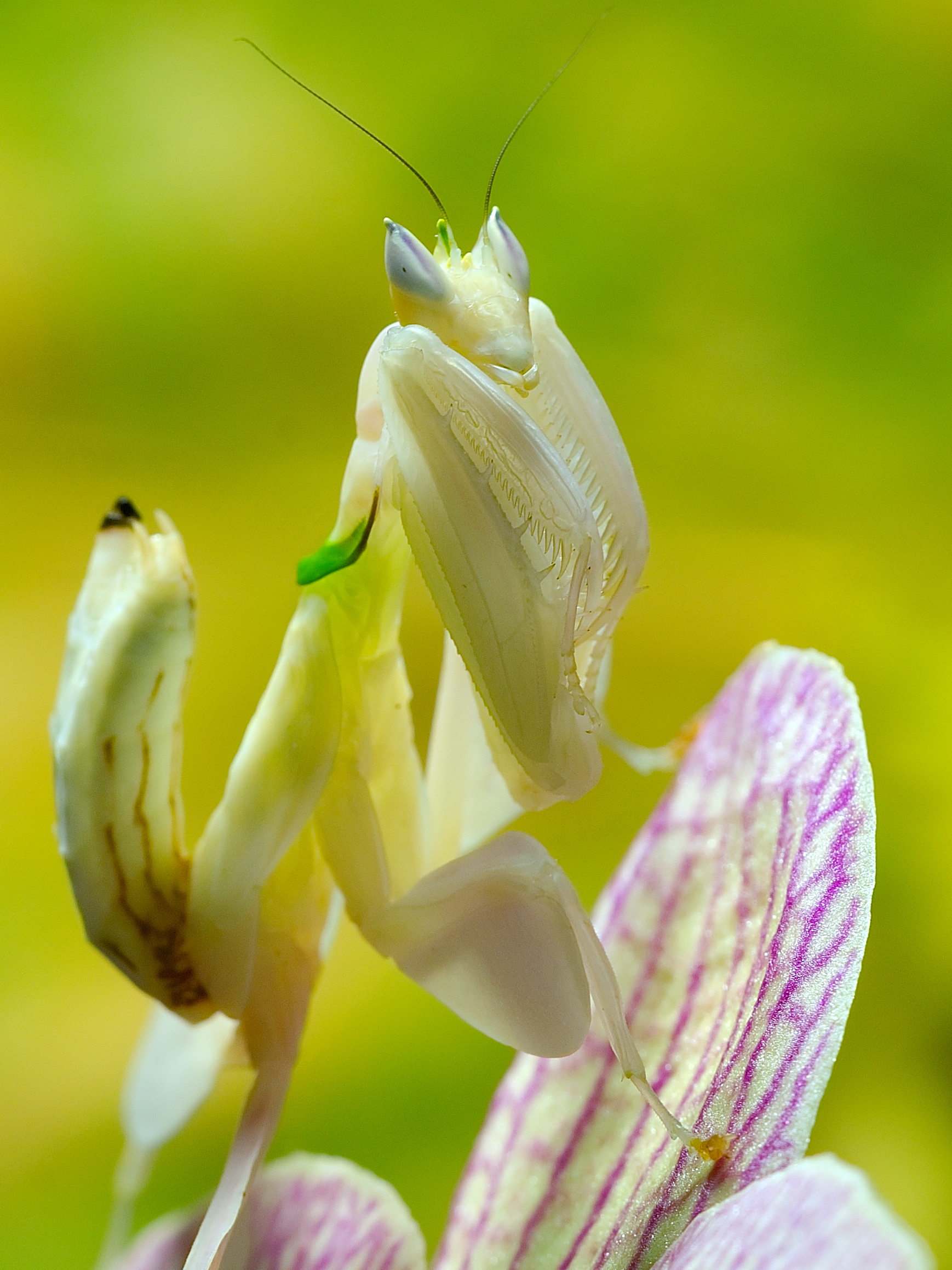
Hymenopus coronatus
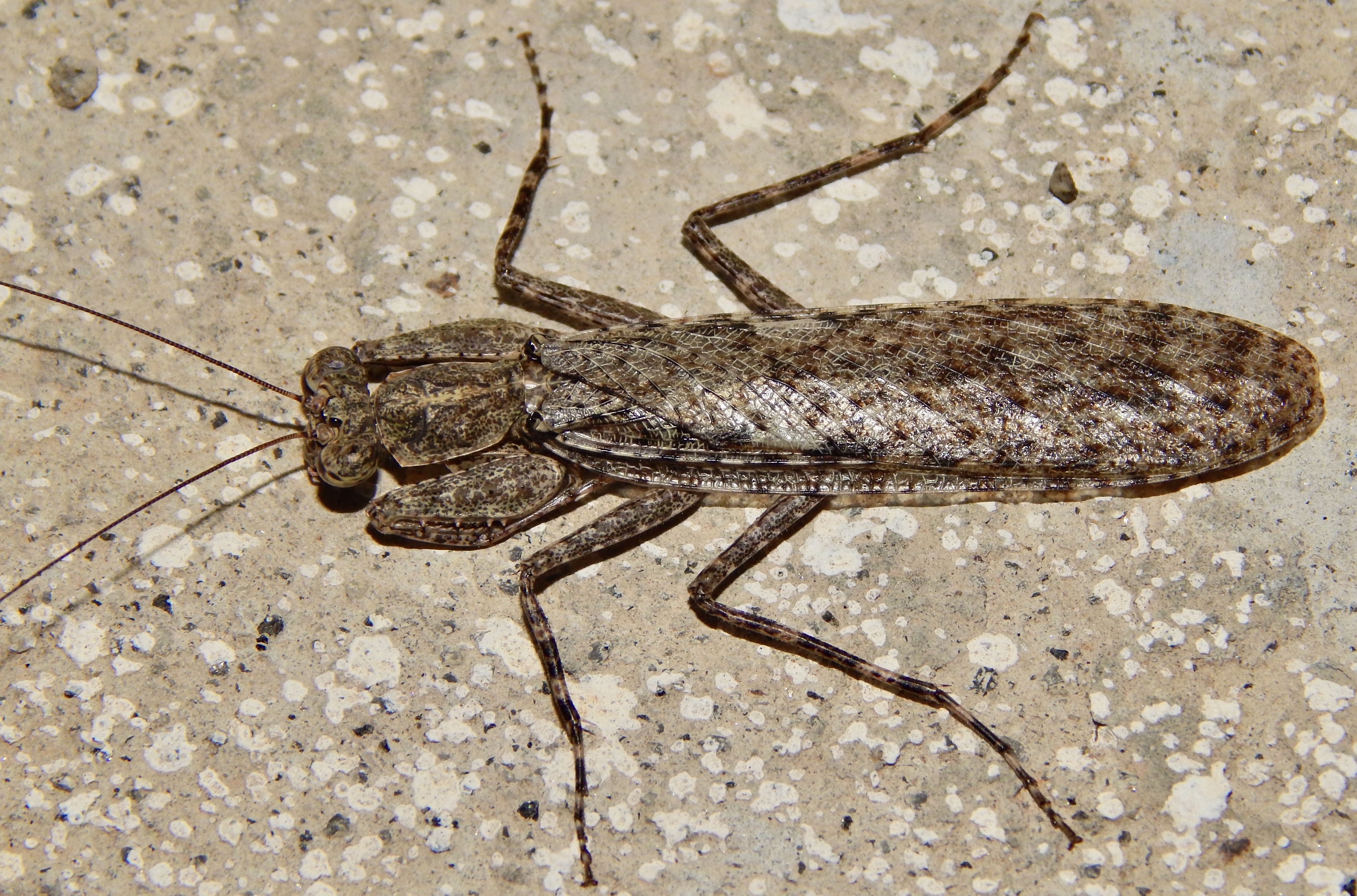
Humbertiella ceylonica
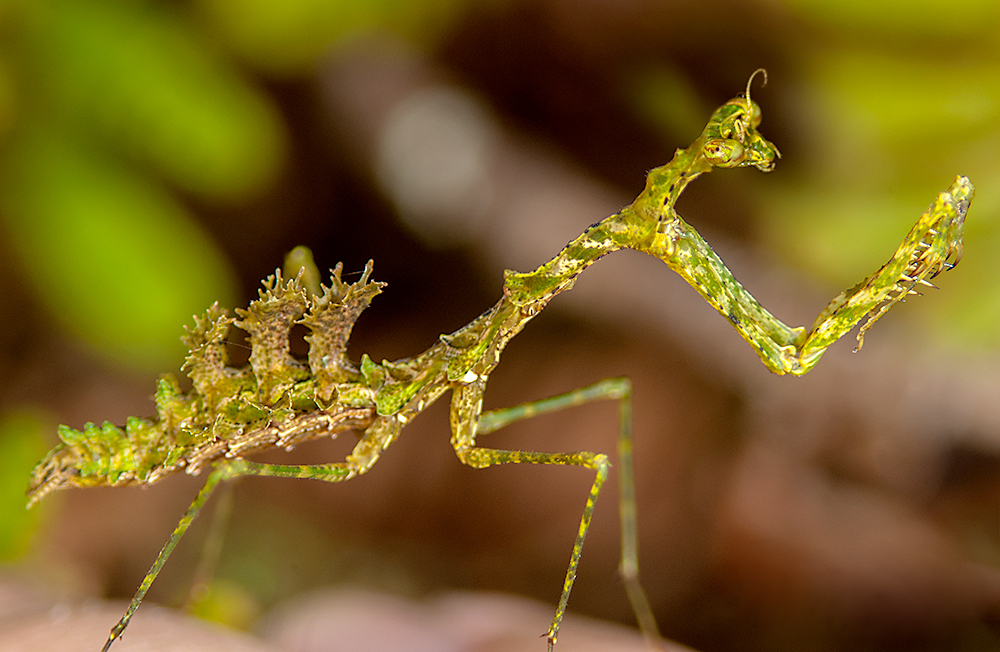
Pogonogaster tristani

### Smysly
Kudlanky mají velmi dobrý zrak. Tři jednoduchá očka na temeni slouží k vnímání intenzity světla, zatímco velké složené oči umístěné na pohyblivé hlavě umožňují efektivní orientaci v prostoru a zachycení pohybující se kořisti. Kudlanky jsou jediným hmyzem s prostorovým viděním.
Hmatová čidla se nachází v nohou a tykadlech, jako orgány hmatu slouží i pár štětů na zadečku. Čichové senzory jsou umístěny v čelistních makadlech a slouží především samcům k rozpoznání samičích feromonů v období páření.
Dříve se předpokládalo, že kudlanky jsou zcela hluché. Až v 80. letech bylo zjištěno, že mnoho druhů má sluchový tympanální orgán na hrudi, který však neumožňuje detekovat směr, ze kterého zvuk přichází, a kudlanky jsou schopny slyšet pouze ultrazvuk. Tento smysl zřejmě slouží druhům létajícím v noci k zachycení netopýří echolokace, načež se kudlanka snaží netopýrovi vyhnout prudkými změnami směru a letovými manévry.

## Způsob života

### Rozmnožování a vývoj

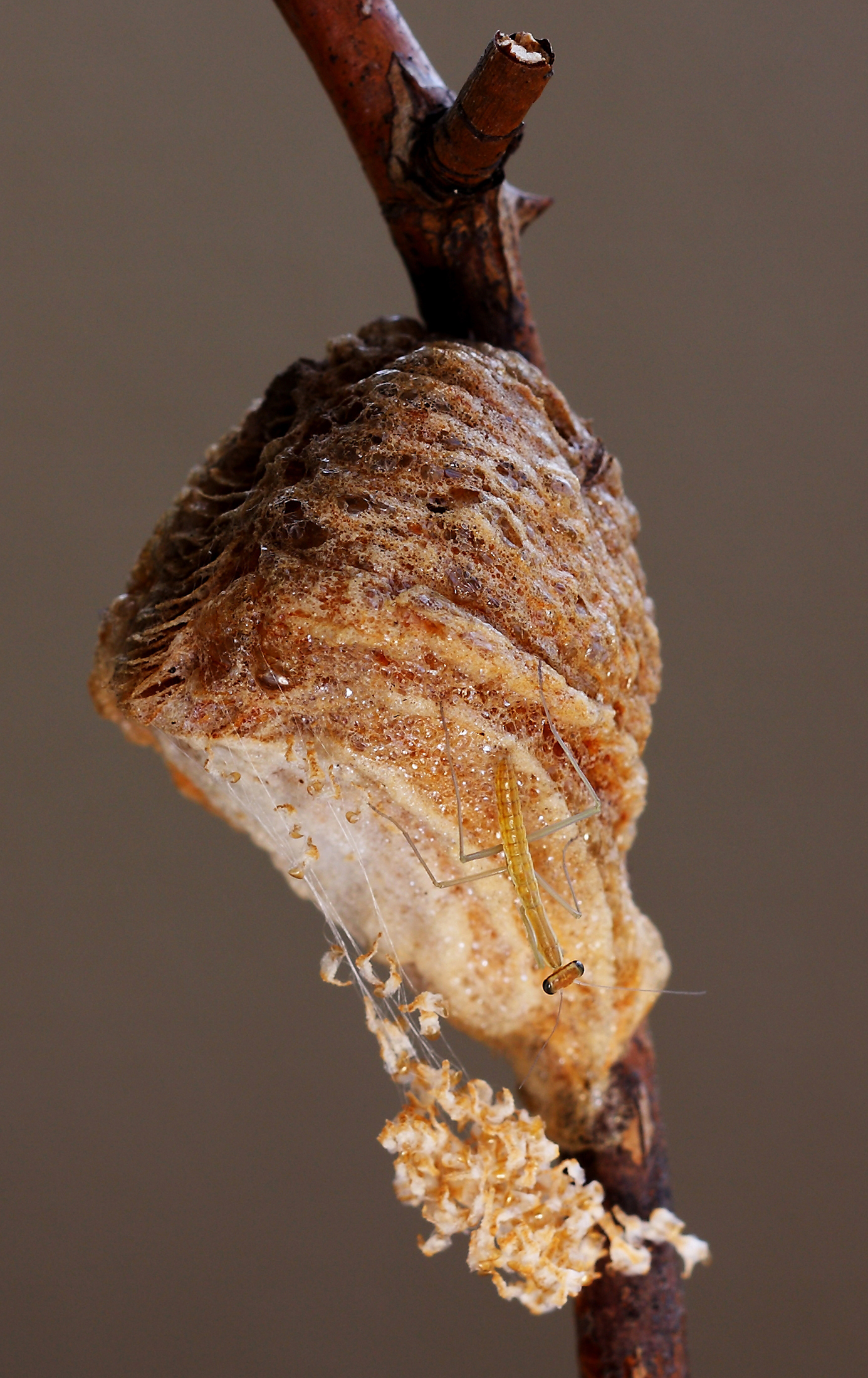
Nymfa kudlanky na ootéce

Kudlanky se řadí mezi hmyz s proměnou nedokonalou – z vajíček se líhnou nymfy, které se v průběhu dospívání stále více podobají dospělci. Obvykle se rozmnožují pohlavně, ačkoli některé druhy jsou schopny partenogeneze. Pouze o jednom druhu (Brunneria borealis) je známo, že se rozmnožuje výhradně partenogeneticky. V mírném podnebí, kde musí kudlanky přečkávat zimu, probíhá páření obvykle na podzim. Samice po spáření vybírá chráněné místo, kde naklade vajíčka. Zároveň je pokrývá lepivým sekretem, který následně ztuhne a slouží k ochraně vajíček – tzv. ootéka. Dospělí jedinci na podzim umírají a další generace se líhne na jaře. Nymfy se v průběhu dospívání vícekrát svlékají. Počet svleků závisí na druhu, obvykle kudlanky dospívají mezi 6. a 9. svlekem.
Jsou známy příležitostným sexuálním kanibalismem – samička někdy požírá samečka již při kopulaci. Sameček je schopen v kopulaci pokračovat, podle některých výzkumů dokonce páření trvalo déle, když samice ukousla samci hlavu, a je tedy možné, že toto chování umožňuje oplodnění většího počtu vajíček. Sežráním samce také samice získává k tvorbě vajíček potřebné živiny. Kanibalismus při páření však v přírodě není podmínkou a je prokázáno, že nakrmené samice se ho dopouštějí méně často, než samice hladovějící.
Samci různých druhů vyvinuli strategie, jak snížit riziko kanibalismu při páření. Někteří byli pozorováni, jak útočí na samici a pokouší se ji znehybnit, nebo jí před pářením způsobit oslabující zranění. U některých druhů lze pozorovat samce provádějící krátké namlouvací rituály před kopulací.

### Potrava a lov
Kudlanky jsou dravci, jejichž hlavní potravou jsou jiné druhy členovců. Větší druhy loví i obratlovce – nejčastěji drobné ptáky jako jsou kolibříci, také ještěrky, žáby a ryby. Jejich lovecká taktika spočívá v nehybném číhání na kořist, již polapí rychlým výpadem předních končetin, nebo v pomalém plížení se ke kořisti. Některé druhy napodobující květy rostlin využívají tzv. agresivní mimikry – opylující hmyz je lákán přímo k číhající kudlance v domnění, že se jedná o květ.
V laboratorních podmínkách bylo prokázáno, že kudlanky čínské, které do své potravy zahrnuly rostlinný pyl, žily déle a produkovaly více potomků než ty, které se živily pouze hmyzem, avšak není známo, zda tyto kudlanky přijímají rostlinnou potravu i v přírodě. Jediné pozorování kudlanky živící se v přírodě potravou neživočišného původu pochází z roku 2016, kdy byl pozorován jedinec Stagmatoptera precaria krmící se latexovými výrony ze stromu papáje.

## Kudlanky v kultuře
Kudlanky se objevují v mytologii různých kultur, někdy jim byly přisuzovány magické vlastnosti nebo byly spojovány s bohy. Již v čínském slovníku Erya, pocházejícím ze 3. stol. př. n. l. jsou kudlanky zmiňovány jako symbol odvahy a neohroženosti. Roli v náboženské mytologii měly kudlanky například ve starověkém Egyptě nebo u domorodých obyvatel jižní Afriky. Ve starověkém Řecku byly kudlankám přisuzovány věštecké schopnosti. V Íránu byla nalezena skalní kresba s odhadovaným stářím více než 4000 let, která by mohla zobrazovat kudlanku rodu Empusa.
V současnosti jsou kudlanky často chovány v teraristice.